# Chlorothraupis
Chlorothraupis is een geslacht van zangvogels uit de familie van de kardinaalachtigen (Cardinalidae). De wetenschappelijke naam van het geslacht is voor het eerst geldig gepubliceerd in 1883 door Salvin & Godman.

## Soorten
De volgende soorten zijn bij het geslacht ingedeeld:
- Chlorothraupis carmioli (Carmiols tangare) (Lawrence, 1868)
- Chlorothraupis frenata (Groene tangare) Berlepsch, 1907
- Chlorothraupis olivacea (Geelbrauwtangare) (Cassin, 1860)
- Chlorothraupis stolzmanni (Okerborsttangare) (Berlepsch & Taczanowski, 1884)